# Edroy (Texas)
Edroy es un lugar designado por el censo ubicado en el condado de San Patricio en el estado estadounidense de Texas. En el Censo de 2010 tenía una población de 331 habitantes y una densidad poblacional de 57,85 personas por km².

## Geografía
Edroy se encuentra ubicado en las coordenadas 27°57′39″N 97°40′32″O / 27.96083, -97.67556. Según la Oficina del Censo de los Estados Unidos, Edroy tiene una superficie total de 5.72 km², de la cual 5.72 km² corresponden a tierra firme y (0%) 0 km² es agua.

## Demografía
Según el censo de 2010, había 331 personas residiendo en Edroy. La densidad de población era de 57,85 hab./km². De los 331 habitantes, Edroy estaba compuesto por el 96.68% blancos, el 0.91% eran afroamericanos, el 0% eran amerindios, el 0% eran asiáticos, el 0% eran isleños del Pacífico, el 1.81% eran de otras razas y el 0.6% pertenecían a dos o más razas. Del total de la población el 80.06% eran hispanos o latinos de cualquier raza.